# Září 2010
1. září – středa
- V Evropské unii podle směrnice o nahrazování žárovek vstoupil v platnost zákaz prodeje 75wattových žárovek. Obchody tak mohou pouze doprodat jejich stávající zásoby.[1][2]

2. září – čtvrtek
- Kvůli tajfunu se v Jižní Koreji zastavila letecká a železniční doprava. V silném větru také zahynuli nejméně tři obyvatelé.[3]
- Po havárii ropné plošiny Deepwater Horizon v dubnu došlo k požáru na další plošině v Mexickém zálivu. Všech třináct pracovníků se zachránilo skokem do moře.[4]

3. září – pátek
- Sebevražední atentátníci zaútočili na protiteroristické policejní oddělení v Dušanbe. Zabili nejméně jednoho policistu a 25 jich zranili.[5]

5. září – neděle
- Při Velké ceně San Marina mistrovství světa silničních motocyklů zemřel japonský závodník Šoja Tomizawa, který startoval v třídě Moto2.[6]

6. září – pondělí
- Německá vládní koalice kancléřky Angely Merkelové definitivně rozhodla o prodloužení provozu německých jaderných elektráren o 8 a 14 let. Budou však odvádět zvláštní daň a další poplatky do fondu pro rozvoj obnovitelných zdrojů.[7]
- Baskická separatistická teroristická skupina ETA prohlásila, že nepovede další ozbrojené akce. Není jisté, zda po tomto prohlášení bude následovat příměří a rozpuštění skupiny.[8]

7. září – úterý
- Novým Veřejným ochráncem práv se po smrti Otakara Motejla stal Pavel Varvařovský, který ve druhém kole volby vyřadil Johna Boka.[9]
- Bývalý starosta Brna-Žabovřesk Aleš Kvapil a bývalý tajemník městské části Brno-střed Radovan Novotný byli odsouzeni k sedmiletému trestu za korupci.[10]

8. září – středa
- Čtyři ozbrojenci, pravděpodobně členové drogové mafie, postříleli 18 dělníků v továrně v honduraském San Pedru.[11]
- Plzeň se stala Evropským hlavním městem kultury roku 2015. Poraženým kandidátem je Ostrava. [12]

9. září – čtvrtek
- Při explozi generátoru a následném požáru v palivovém kombinátu ve Vřesové zahynul jeden člověk, tři další byli zraněni.[13]

10. září – pátek
- Soudci Ústavního soudu rozhodli, že plánované snižování platů soudců je protiústavní. Škrty ve státním rozpočtu se jich tak nedotknou.[14]

11. září – sobota
- Pražská zoo otevřela novou expozici s člunozobci africkými. Na celém světě je chováno asi 35 těchto vzácných ptáků v celkem 13 zoologických zahradách.[15]

12. září – neděle
- Obyvatelé Turecka schválili v referendu změnu ústavy, aby tak usnadnili svůj vstup do Evropské unie.[16]
- Zemřel francouzský filmový režisér Claude Chabrol.[17]

13. září – pondělí
- Plánovaný kongres Korejské strany práce v Pchjongjangu byl pozdržen, nejspíše kvůli špatnému zdravotnímu stavu Kim Čong-ila. Spekuluje se, že na sjezdu, který se koná po třech desetiletích, bude oficiálně jmenován do funkce severokorejského vůdce Kim Čong-un.[18][19][20]

15. září – středa
- Česká vláda schválila novelu zákona o podpoře obnovitelných energetických zdrojů. Důsledkem je omezení podpory solárních elektráren v následujících letech, což má vést k omezení růstu cen elektřiny.[21]
- Ve věku 79 let zemřel český sochař Hugo Demartini.[22]

16. září – čtvrtek
- Papež Benedikt XVI. navštívil Velkou Británii.[23]
- Evropská unie se dohodla na volném obchodu s Jižní Koreou. Od 1. července 2011 tak budou zrušena cla, čehož se obávají zejména evropské automobilky.[24]
- Herec a bývalý ministr kultury Martin Štěpánek spáchal sebevraždu.[25]

18. září – sobota
- Na Slovensku se konalo referendum, ve kterém mohli občané schválit šest politických návrhů, jako například omezení poslanecké imunity nebo zrušení koncesionářských poplatků. Protože však nepřišel dostatečný počet lidí, výsledky referenda nejsou platné.[26][27]

19. září – neděle
- Při bombovém útoku v Bagdádu zahynulo nejméně 30 lidí.[28]
- Vrt ropné plošiny Deepwater Horizon, která se v dubnu potopila, byl po několikaměsíčním úsilí ucpán a již z něj neuniká žádná ropa.[29]
- Ve švédských parlamentních volbách zvítězila koalice pravicových a středových stran vedená stávajícím premiérem Fredrikem Reinfeldtem, se 172 křesly z 349 ovšem nezískala většinu. Poprvé v parlamentu zasednou zástupci nacionalistických Švédských demokratů.[30]

20. září – pondělí
- Byla zprovozněna jižní část pražského okruhu, který má ulevit značně přetíženým dálnicím D1 a D5.[31]

21. září – úterý
- V Praze na náměstí Jana Palacha protestovaly desetitisíce státních zaměstnanců proti škrtům ve státním rozpočtu.[32]

22. září – středa
- Italská policie podezírá ředitele Vatikánské banky z praní špinavých peněz. V souvislosti s vyšetřováním bylo zabaveno 23 miliónů eur (cca 560 miliónů Kč).[33]

23. září – čtvrtek
- Nově otevřená Lékařská fakulta Ostravské univerzity v Ostravě zahájila výuku. Město požadovalo zřízení této fakulty už od roku 1949.[34]

24. září – pátek
- Zemřel jeden z vůdců komunistického puče z roku 1991 v Moskvě Gennadij Janajev.[35]

26. září – neděle
- Lesní vrah Viktor Kalivoda spáchal ve věznici ve Valdicích sebevraždu.[36]
- Při nehodě polského autobusu u Berlína zemřelo 13 cestujících a dalších 30 jich bylo zraněno.[37][38]

27. září – pondělí
- Ve volbách do venezuelského parlamentu se podařilo opozici Chávezovy socialistické strany, která měla v minulých volbách dvoutřetinovou většinu, dorovnat náskok.[39]

28. září – úterý
- Dlouholetý starosta Moskvy Jurij Lužkov byl odvolán ruským prezidentem Medveděvem, prý z důvodu ztráty důvěry.[40]
- Sesuv půdy v Mexiku má za následek zavalení na 300 domů. Tamní úřady zatím nepotvrdily údaje o mrtvých.[41][42]
- V New Yorku zemřel ve věku 88 let americký režisér Arthur Penn.[43]

29. září – středa
- Scotland Yardu se podařilo zadržet 19 podezřelých, kteří jsou obviněni z krádeže peněz z bankovních účtů uživatelů počítačů napadených trojskými koňmi. Vyšetřovatelé odhadují, že jenom za poslední tři měsíce tato skupina vybrala z cizích účtů nejméně 6 miliónů liber (cca 170 miliónů korun).[44]
- Byla objevena exoplaneta Gliese 581 g, považovaná za planetu nejpodobnější Zemi.[45]
- V Nevadě zemřel ve věku 85 let americký herec Tony Curtis.[46]